# Municipio Tulum
Koordinaten: 20° 13′ N, 87° 30′ W
Tulum ist ein Municipio im mexikanischen Bundesstaat Quintana Roo. Verwaltungssitz und größter Ort des 2008 gegründeten Municipios ist das gleichnamige Tulum, unweit der gleichnamigen Ausgrabungsstätte. Das Municipio hat eine Ausdehnung von 2019 km², die Einwohnerzahl beim Zensus 2020 betrug 46.721.

## Geographie
Das Municipio Tulum liegt zwischen Meereshöhe und 100 m Höhe in der physiographischen Provinz der Halbinsel Yucatán, davon zu 92,7 % in dessen Karstgebieten. Geologisch wird das Gemeindegebiet von Kalkstein dominiert, vorherrschende Bodentypen sind Leptosol und Phaeozem. Etwa 90 % des Municipios werden von Regenwäldern eingenommen.
Das Municipio Tulum grenzt an die Municipios Solidaridad, Cozumel und Felipe Carrillo Puerto sowie an den Bundesstaat Yucatán und die Karibik.

## Orte
Das Municipio Tulum umfasst laut Zensus 2020 177 bewohnte Orte, vom INEGI als urban klassifiziert ist nur der Hauptort Tulum. 11 Orte wiesen beim Zensus 2020 eine Einwohnerzahl von über 500 auf.
| Ort               | Einwohner |
| ----------------- | --------- |
| Tulum             | 33.374    |
| Akumal            | 2.154     |
| Cobá              | 1.738     |
| Francisco Uh May  | 1.288     |
| Chanchen Primero  | 1.078     |
| Macario Gómez     | 884       |
| San Juan          | 770       |
| Manuel Antonio Ay | 621       |
| Chanchén Palmar   | 597       |
| Sahcab Mucuy      | 596       |
| Ciudad Chemuyil   | 548       |